# Ammotrophus
Ammotrophus is een geslacht van zee-egels uit de familie Clypeasteridae. Het is het typegeslacht van de onderfamilie Ammotrophinae.

## Soorten
- Ammotrophus arachnoides (H.L. Clark, 1938)
- Ammotrophus cyclius H.L. Clark, 1928
- Ammotrophus platyterus H.L. Clark, 1928